# Coarraze
Coarraze – miejscowość i gmina we Francji, w regionie Nowa Akwitania, w departamencie Pireneje Atlantyckie.
Według danych na rok 1990 gminę zamieszkiwało 2047 osób, a gęstość zaludnienia wynosiła 138 osób/km² (wśród 2290 gmin Akwitanii Coarraze plasuje się na 206. miejscu pod względem liczby ludności, natomiast pod względem powierzchni na miejscu 766.).